# Laad-en-losdok

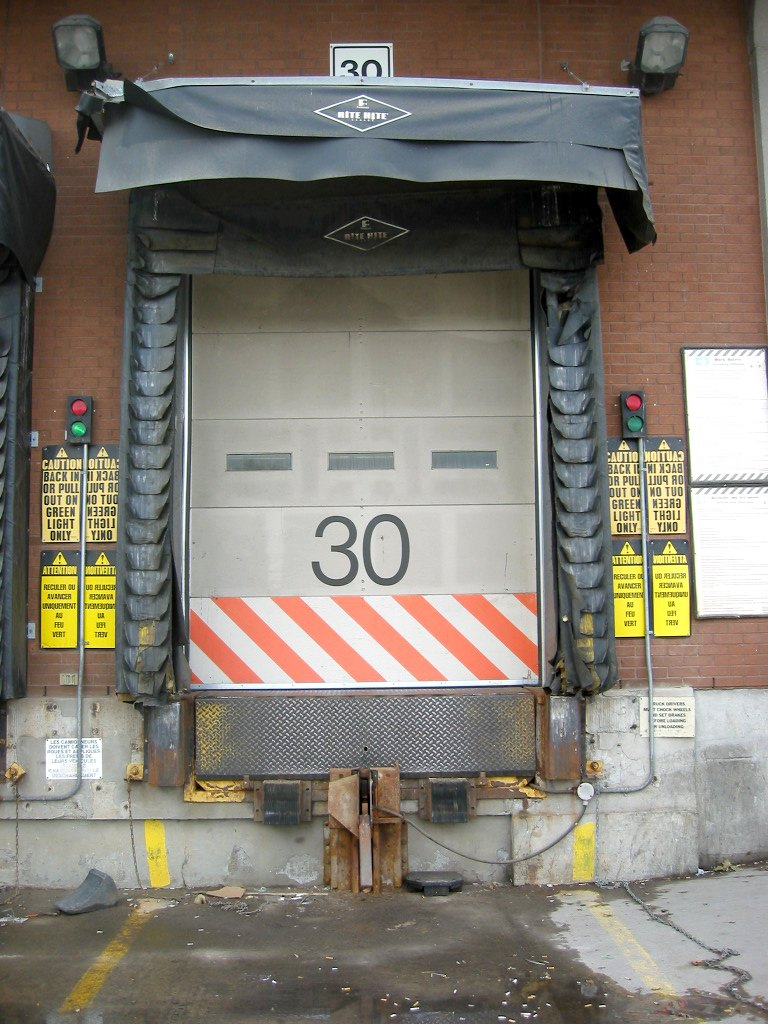
Laad-en-losdok

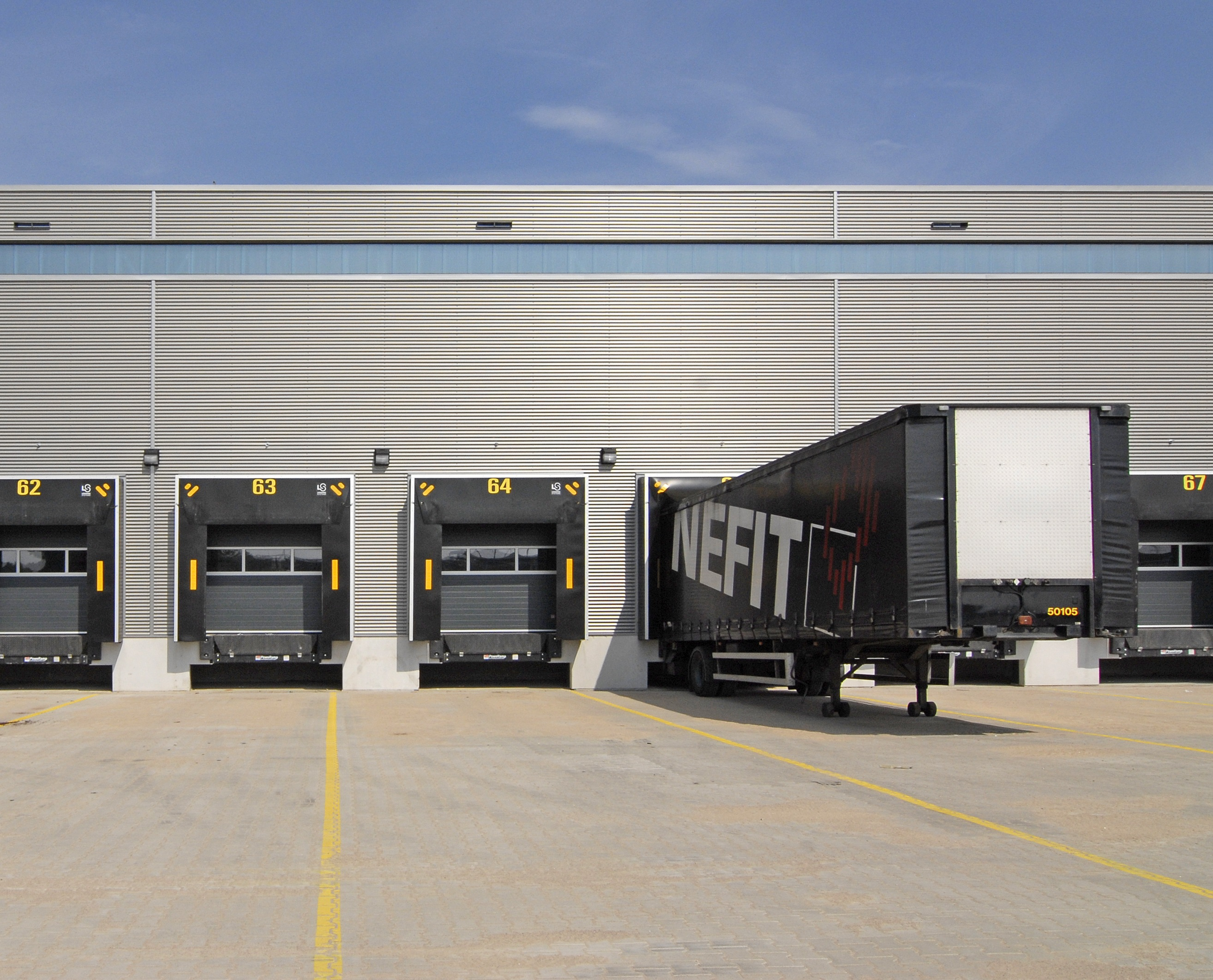
Moderne laad-en-losdokken

Een laad-en-losdok, laadperron of laadkaai is een plaats tegen of in een gebouw waar een vrachtwagen kan laden en lossen. In een dergelijk dok is de laadruimte van de vrachtwagen vaak op dezelfde hoogte als de vloer van het gebouw, zodat het laden en lossen van de vrachtwagen met een heftruck of steekwagen direct mogelijk is. Een gelijke hoogte van het gebouw en de laadruimte van de vrachtwagen kan worden bereikt wanneer er een laadkuil voor het dok ligt. Via een oprit is de laadkuil te bereiken waarna de vrachtwagen op een vlak stuk kan staan. Dit is niet geheel vlak, want om de afwatering te verzorgen ligt een laadkuil twee tot anderhalf cm per meter naar een bepaald punt.
Vaak zit er tussen de laadruimte en de vloer van het gebouw nog een geringe ruimte en om dit te overbruggen wordt een laadbrug of een inrijplaat gebruikt. Deze overspannen beide het ruimteverschil, alleen is de inrijplaat in tegenstelling tot de laadbrug niet geschikt voor zware ladingen en zware voertuigen zoals heftrucks.
Als alternatief zijn er ook mobiele laadbruggen van staal met banden of rollen die kunnen worden verplaatst door vorkheftrucks.
Dockshelters in de vorm van flappen, kussens en dockseals zorgen ervoor dat er geen ruimte bestaat tussen het gebouw en de vrachtwagen. Dit voorkomt dat het tocht in het gebouw en het zorgt dat de temperatuur in het gebouw gelijk blijft.

## Werkwijze laadbrug

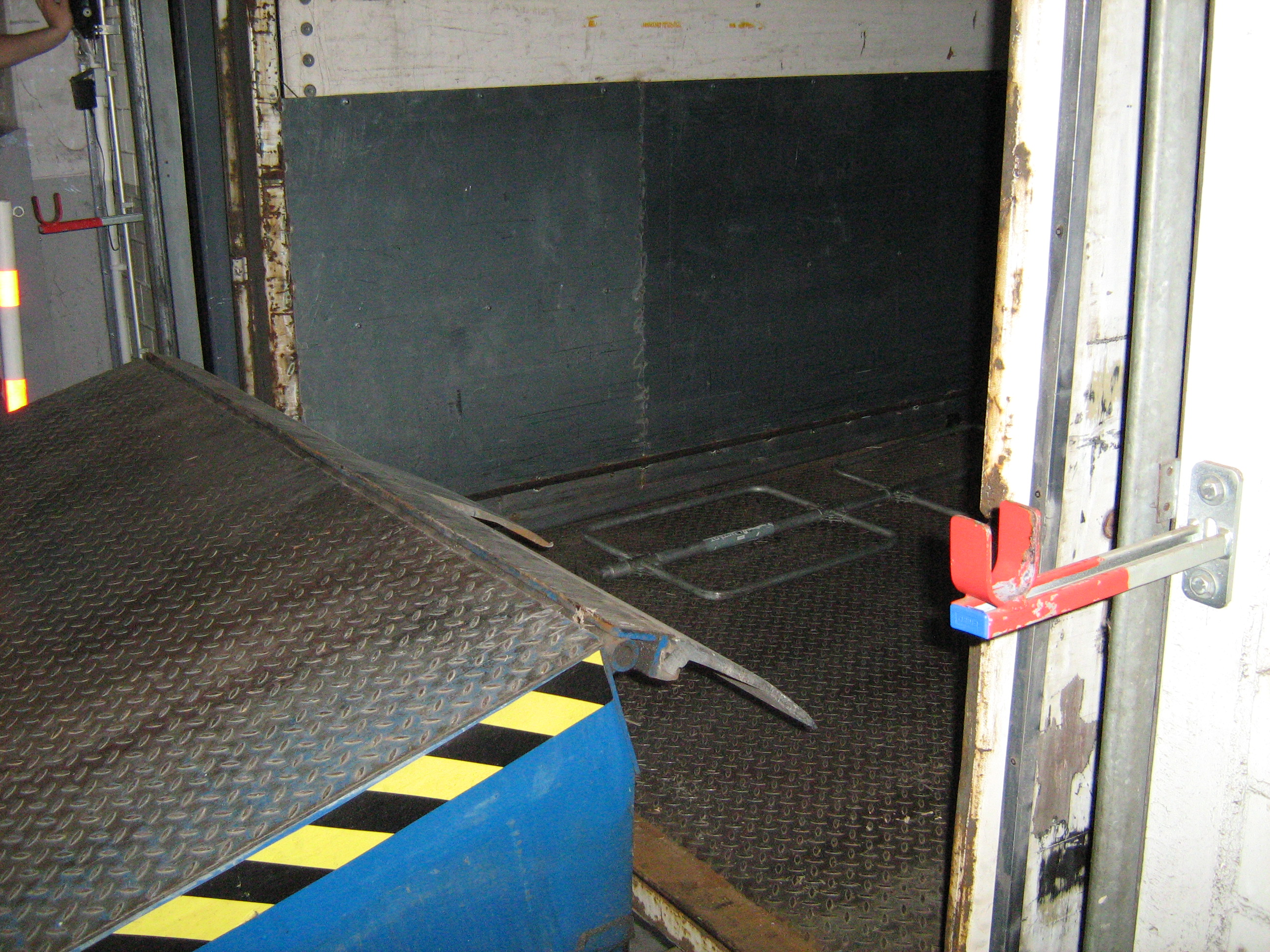
Om de afstand tussen de laadruimte van de vrachtwagen (rechts) en de vloer te overbruggen wordt de laadbrug gebruikt. Laadbrug wordt eerst helemaal omhoog gehesen totdat deze het hoogste punt heeft bereikt.
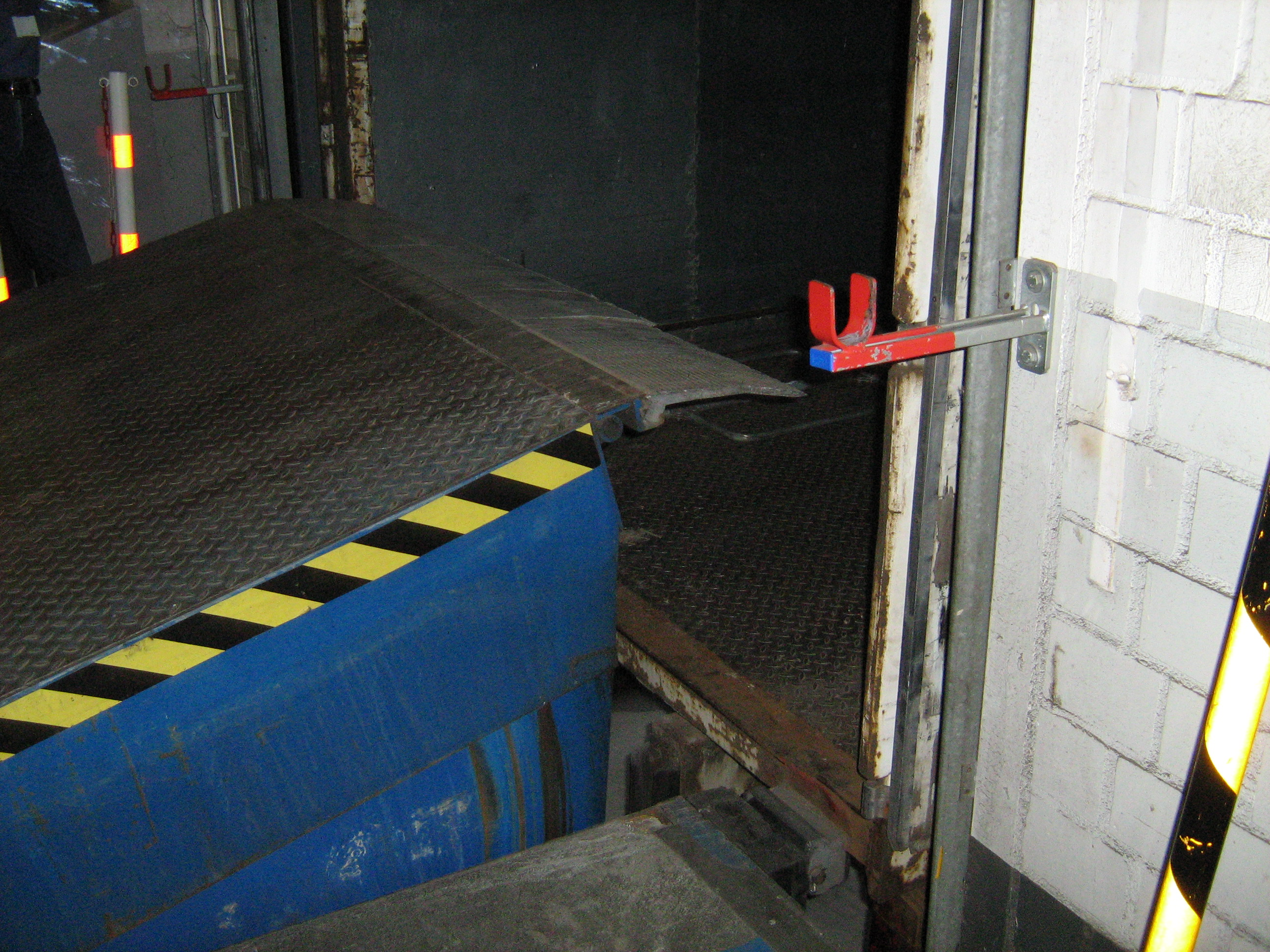
Aan het eind van de brug klapt de voorste scharnierende klep uit.
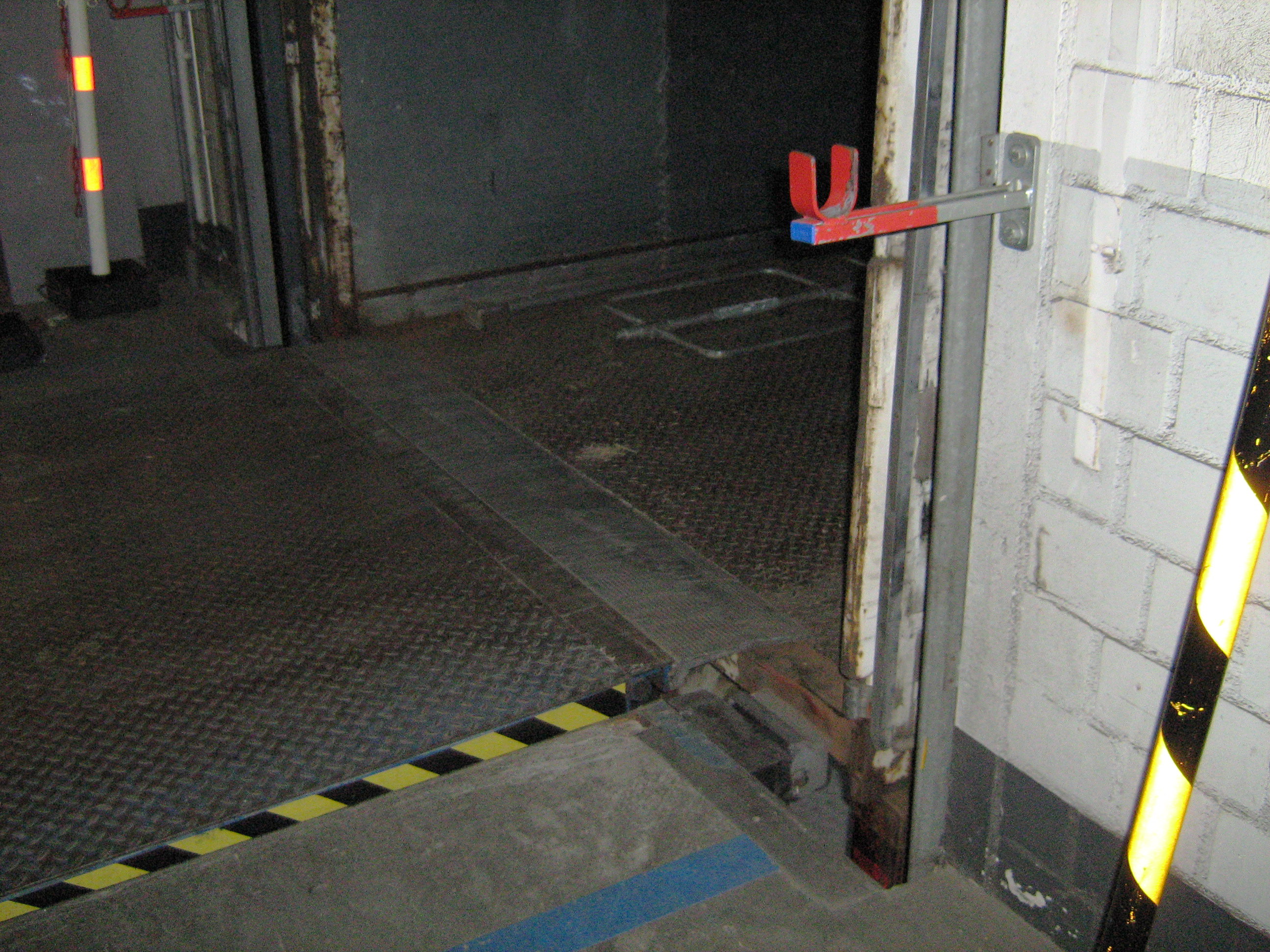
Daarna zakt de brug onder zijn eigen gewicht naar beneden en is het verschil overbrugd.